# 松山僚佑
松山 僚佑（まつやま りょうすけ、1983年5月13日 -）は日本の起業家・実業家・プロ経営者・機関投資家。山口県下関市出身。

## 略歴
福岡大学在学中にステージIVのリンパ芽急性リンパ腫（血液病理学上、急性リンパ性白血病）に罹患。さらに同時期にサブプライムショックも重なったこともあり、2年間の闘病・リハビリを経て社会貢献のために社会性・公共性の高い社会福祉金融機関である九州労働金庫に入庫。その後、師事していた大野尚の勧めもあり、百貨店・大型モール・豪華大型クルーズ船等を中心に化粧品・美容機器を販売する事業会社（株式会社M’s MORE）を立ち上げ、代表取締役に就任。2019年上場企業へ売却。
代表取締役退任後、民間ファンドであるNSSK（日本産業推進機構）のオファーのもと、北海道リーディングブライダル企業の創和プロジェクト株式会社へCFO・CIO兼執行役員として就任。事業をドライブさせる過程で、バックオフィス全般を整備。2020年より新型コロナウィルス感染拡大に伴い、挙式・披露宴の延期・キャンセルが相次ぎ業績が悪化する中で、事業を立て直しに成功し退任。その後、コロナ禍における観光・地域活性化に尽力すべくREVIC（地域経済活性化支援機構）へファンドマネージャーとして就任。

## 経歴
- 1983年5月 - 山口県下関市に生まれる。
- 2004年 - 山口県立豊浦高等学校普通科卒業。
- 2006年 - 福岡外語専門学校英語科卒業（同校の評議員・同窓会会長就任）。福岡大学 産業経済学科編入学。
- 2007年 - ステージIVの悪性リンパ腫であるリンパ芽球性リンパ腫（血液病理学上：急性リンパ性白血病）に罹患により休学。
- 2009年 - 抗がん剤治療（ARA-C/Hyper-CVAD療法）を終え復学。
- 2010年 - 福岡大学 産業経済学科卒業。九州労働金庫入庫。
- 2013年 - 九州労働金庫統括本部営業推進部異動。
- 2015年 - 九州労働金庫退庫。株式会社M's MORE取締役就任。
- 2017年 - 株式会社M's MORE代表取締役就任。
- 2018年 - 株式会社DLL代表取締役就任。
- 2019年 - 株式会社M's MOREの売却に伴い、代表取締役退任。
- 2019年 - 創和プロジェクト株式会社CFO・CIO兼執行役員就任。
- 2019年 - 株式会社アールアンドコー監査役就任。
- 2019年 - 株式会社アプレシエ監査役就任。
- 2020年 - 株式会社地域経済活性化支援機構 ファンドマネージャー就任。